# Friedhof Mauer

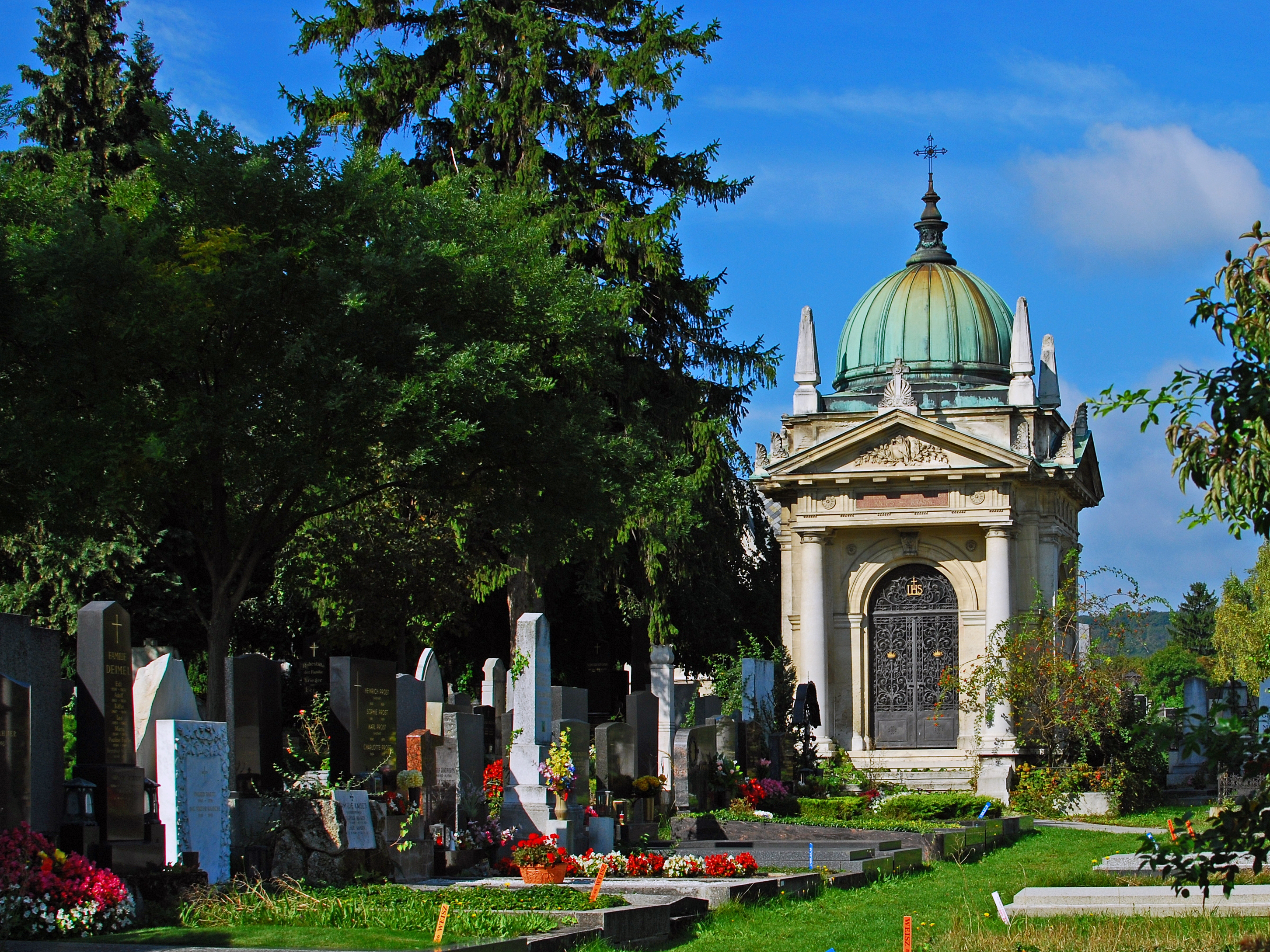
Friedhof Mauer

Der Friedhof Mauer ist ein Friedhof im 23. Wiener Gemeindebezirk Liesing.

## Lage und Größe
Der Friedhof liegt am Reiterberg, einem Teil des Steinbergs, im Bezirksteil Mauer. Er erstreckt sich über eine Fläche von 49378 m2 und weist 5914 Grabstellen auf.

## Geschichte

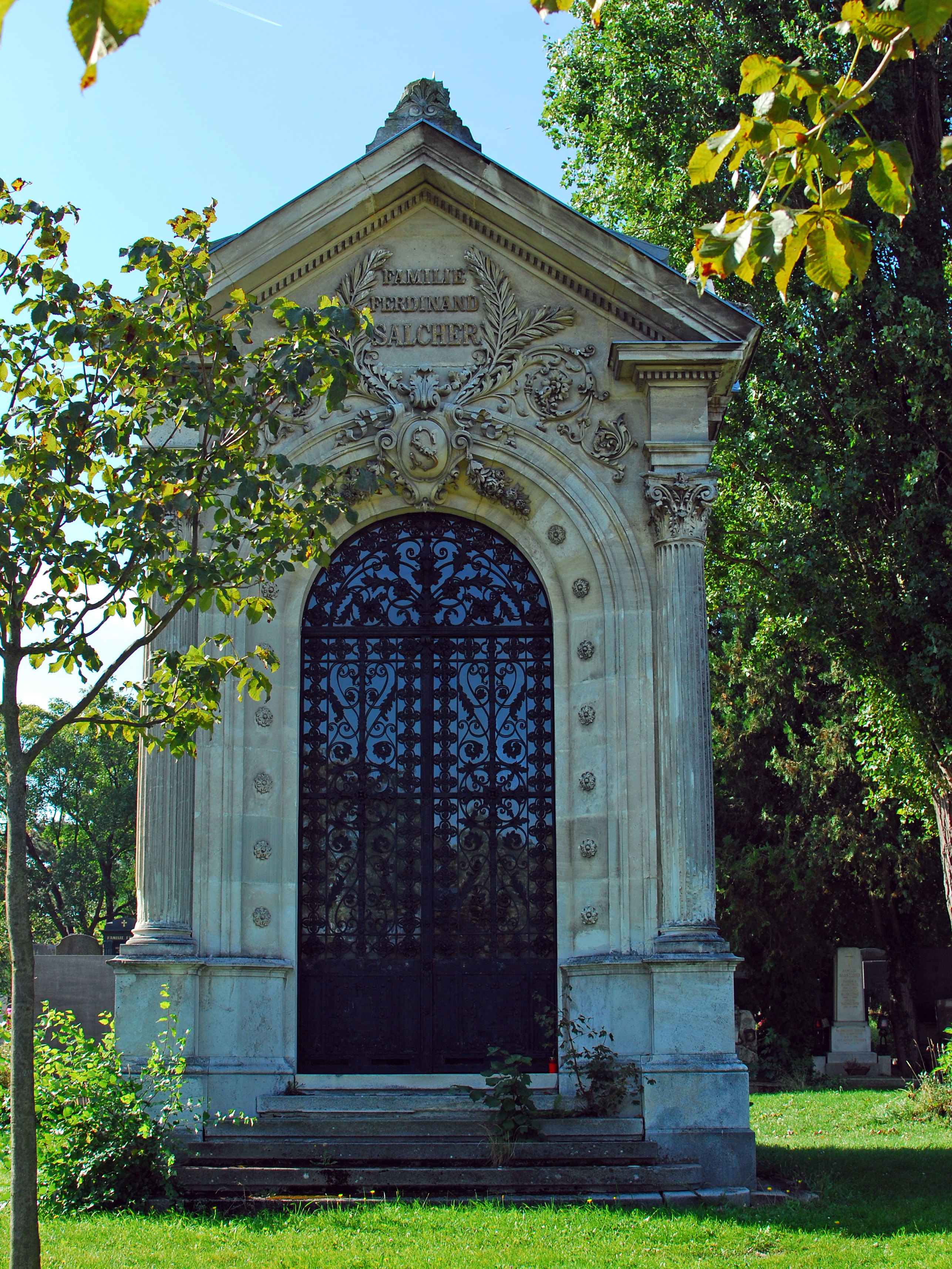
Familiengruft Salcher

Der erste bekannte Friedhof in Mauer lag bei der Pfarrkirche Mauer und wurde seit 1686 belegt. Im Zuge der josephinischen Reformen musste der Friedhof an den Ortsrand verlegt werden, wo sich heute der Kindergarten St. Erhard befindet. Für die Kasernen in Mauer bestand zudem im Westen des Orts ein Militärfriedhof, der zwischen 1785 und 1881 belegt wurde und 1892 aufgelassen wurde.
Der heutige Friedhof wurde am 30. Dezember 1867 geweiht. Eine erneute Verlegung des Friedhofs war notwendig geworden, da eine Erweiterung des bestehenden Friedhofs durch das k.k. Bezirksamt aus sanitären Gründen abgelehnt worden war. Endgültig aufgelassen wurde der alte Friedhof im Jahr 1894. Die 1823 erbaute alte Friedhofskapelle steht immer noch im Garten des heutigen Kindergartens. Die erste von fünf Erweiterungen des Friedhofs am Reiterberg fand 1876 statt, die letzte 1961. Im Jahr 1928 wurde ein Urnenhain angelegt, der 1936 verlegt wurde. Ein neuer Urnenhain entstand 1964. Die zwischen 1935 und 1936 erbaute neue Aufbahrungshalle wurde 1972/1973 durch den Architekten Erich Boltenstern umgestaltet, der zuvor bereits unter anderem die Aufbahrungshalle am Friedhof Liesing umgebaut hatte. Die Stirnwand des dabei geschaffenen Urnenaufbahrungsraums wurde vom Maler Hans Robert Pippal gestaltet.
Am Friedhof Mauer befinden sich einige architektonisch interessante Mausoleen, insbesondere das neugotische, denkmalgeschützte Ölzelt-Mausoleum, das 1876 vom Architekten Franz Fröhlich erbaut wurde. Weiters Grabkapellen der Familien Gottfried Alber-Justus (erbaut 1901, Architekt Adolf Slabij), Knips und Krassl (erbaut um 1893/1895, Architekt Gerhard Reitmayer), von Mallmann (erbaut um 1885/1889, Architekt Emil Bressler), Hermann (erbaut um 1920), Ferdinand Salcher (erbaut 1889, Bildhauer Otto Langer) sowie Katlein (erbaut 1932). Das gegen Osten gerichtete Mausoleum der Familie Knips ist für 18 Särge vorgesehen.

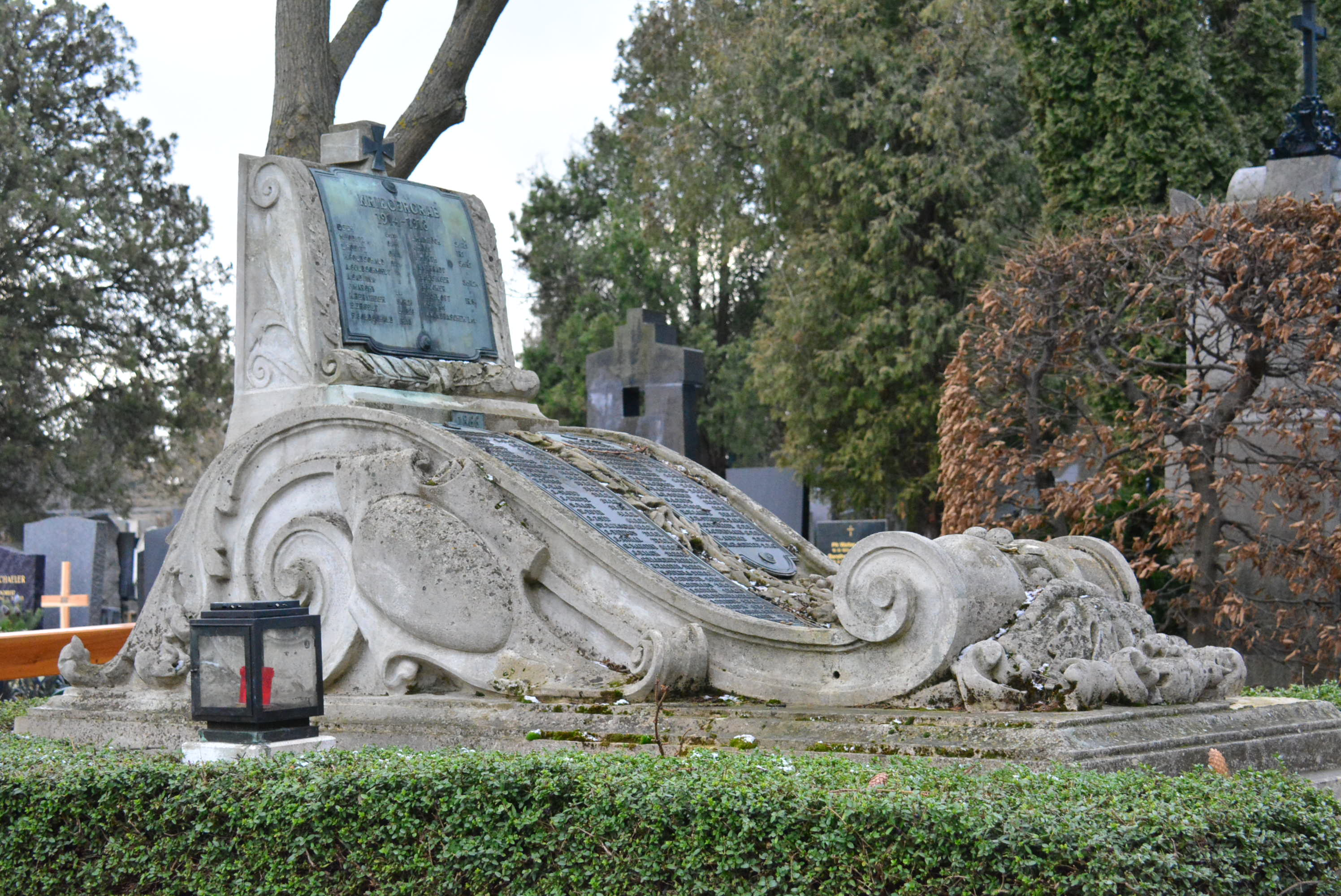
Sachsengrab auf dem Friedhof Mauer

Hier befindet sich auch ein Sachsengrab mit Angehörigen der Armee des Königreichs Sachsen, welche nach der Niederlage bei Königgrätz in den Raum Wien gekommen waren. In seiner heutigen Form wurde es 1892 vom k.u.k. Reichskriegsministerium errichtet.

## Grabstätten bedeutender Persönlichkeiten

### Ehrenhalber gewidmete Gräber
Der Friedhof Mauer weist sieben ehrenhalber gewidmete Gräber auf.
| Name                 | Lebensdaten | Tätigkeit                                      |
| -------------------- | ----------- | ---------------------------------------------- |
| Johann Moritsch      | 1924–1965   | Arzt und Virusforscher                         |
| Erich Probst         | 1884–1946   | Akademischer Maler                             |
| Hans Rubritius       | 1876–1943   | Urologe                                        |
| Franz Ruzicka        | 1875–1950   | Bürgermeister von Mauer (1919–1921, 1924–1930) |
| Walter Semlak        | 1928–1945   | Student                                        |
| Familie Wittgenstein |             | Industrielle                                   |
| Theodor von Karajan  | 1810–1873   | Germanist, Historiker und Politiker            |

### Gräber weiterer Persönlichkeiten
Weitere bedeutende Persönlichkeiten, die am Friedhof Mauer begraben sind:
| Name                       | Lebensdaten | Tätigkeit                                     |
| -------------------------- | ----------- | --------------------------------------------- |
| John Banner                | 1910–1973   | Schauspieler                                  |
| Kurt Blaukopf              | 1914–1999   | Musiksoziologe                                |
| Alfred Chalousch           | 1883–1957   | Architekt                                     |
| Margret Dietrich           | 1920–2004   | Theaterwissenschaftlerin                      |
| Peter Dressler             | 1942–2013   | Fotograf                                      |
| Hubert Christian Ehalt     | 1949–2023   | Historiker                                    |
| August Engelbrecht         | 1861–1925   | Klassischer Philologe                         |
| Rudolf Fänner              | 1879–1959   | Bildhauer                                     |
| Bruno Furch                | 1913–2000   | Widerstandskämpfer und politischer Journalist |
| Alfred Gisel               | 1911–2012   | Politiker                                     |
| Franz Golobic              | 1922–2010   | Fußballspieler                                |
| Theo Harisch               | 1920–2010   | Szenenbildner                                 |
| Horst Hajek                | 1944–2013   | Klarinettist und Hochschullehrer              |
| Werner Haslauer            | 1940–2019   | Politiker                                     |
| Erwin Hirnschall           | 1930–2011   | Politiker                                     |
| Gustav Holzmann            | 1926–1973   | Geograph                                      |
| Franz Holzweber            | 1904–1934   | Nationalsozialist und Putschist               |
| Editha Hörandner           | 1939–2008   | Volkskundlerin                                |
| Wolfram Hörandner          | 1942–2021   | Byzantinist                                   |
| Hanns Hörbiger             | 1860–1931   | Ingenieur, Begründer der Welteislehre         |
| Harry Hornisch             | 1929–2006   | Schauspieler                                  |
| Berta Karlik               | 1904–1990   | Physikerin                                    |
| Franz Kaulfersch           | 1901–1995   | Maler und Grafiker                            |
| Michael Kehlmann           | 1927–2005   | Regisseur und Schauspieler                    |
| Hugo Franz Kirsch          | 1873–1961   | Kleinbildhauer                                |
| Alfred Kobzina             | 1928–1998   | Jurist                                        |
| Walter Kohut               | 1927–1980   | Schauspieler                                  |
| Heinz Kratochwil           | 1933–1995   | Komponist                                     |
| Augustin Kubizek           | 1918–2009   | Komponist und Musikwissenschaftler            |
| Harald Langer-Hansel       | 1909–1998   | Touristiker                                   |
| Franz Latzka               | 1901–1977   | Politiker                                     |
| Fritz Lauscher             | 1908–1996   | Politiker                                     |
| Friedl Loor                | 1919–2017   | Operettensängerin und Schauspielerin          |
| Franz Michelfeit           | 1904–1968   | Vorkämpfer der Feuerbestattung in Österreich  |
| Franz Mörth                | 1902–1962   | Architekt                                     |
| Friedrich Niederl          | 1920–2012   | Politiker                                     |
| Anton Ölzelt               | 1817–1875   | Baumeister                                    |
| Margarethe Ottillinger     | 1919–1992   | Beamtin                                       |
| Walter Partsch             | 1923–2001   | Kameramann                                    |
| Alfred Pauser              | 1930–2022   | Tragwerksplaner                               |
| Dominik Peterlini          | 1875–1944   | Musiker und Chorleiter                        |
| Martin Pollack             | 1944–2025   | Journalist                                    |
| Sisinio von Pretis-Cagnodo | 1828–1890   | Beamter und Politiker                         |
| Julius Roller              | 1862–1946   | Politiker und Jurist                          |
| Wilfried Scheib            | 1922–2009   | Fernseh-Musik-Pionier                         |
| Immy Schell                | 1935–1992   | Schauspielerin                                |
| Marija Sklad-Sauer         | 1935–2014   | Gesangspädagogin und Sängerin                 |
| Tibor Simányi              | 1924–2008   | Historiker                                    |
| Goran Simić                | 1953–2008   | Opernsänger                                   |
| Oskar Thiede               | 1879–1961   | Bildhauer und Medailleur                      |
| Walter Toman               | 1920–2003   | Psychologe und Schriftsteller                 |
| Gerhard Weis               | 1938–2019   | Journalist                                    |
| Hermann Winkelmann         | 1847–1912   | Opernsänger                                   |